# Гелен Томсон
Гелен Томсон  (англ. Helen Thomson) — незалежна наукова журналістка, авторка книг, редакторка популярних видань, а також співробітниця ділового журналу Forbes. Проживає у Лондоні.

## Життя та творчість
Гелен Томсон отримала ступінь бакалавра з біології та англійської мови в Університеті Трініті та магістра в галузі науки Університету Джонса Гопкінса. Із захопленням вивчає все, що пов’язано з людським мозком, тілом, поведінкою, медициною, фертильністю, суспільством, мікробіологією, психологією, технологіями, предметами одягу, харчовими продуктами, текстилем і навколишнім середовищем.
У свій час Томсон виграла стипендію для ЗМІ в Гарварді і Массачусетському технологічному інституті.
Протягом восьми років працювала редактором і репортером в New Scientist. За словами самої Гелен, за цей період вона випила каву з п'ятьма масовими вбивствами психопата в Бродмур, взяла інтерв'ю у людини, яка вважала, що померла, розповіла про плани по першій у світі трансплантації голови, дізналася, як керувати рулеткою, і вперше побачила, як паралізований чоловік ішов, використовуючи керований розумом екзоскелет.
Обожнює подорожувати та вивчати особливості людського мозку з його дивами та незбагненними можливостями.
В Україні відома завдяки своїй першій книзі «Unthinkable: An Extraordinary Journey Through the World’s Strangest Brains [Архівовано 23 квітня 2019 у Wayback Machine.]» (2018) (укр. «Немислиме. 9 історій про людей з дивовижним мозком»), яку було перекладено та опубліковано у 2019 році видавництвом «Наш Формат».

## Нагороди та досягнення
У 2010 році стала лауреатом премії «Кращий новачок» в номінації ABSW Science Writers Awards [Архівовано 1 червня 2022 у Wayback Machine.] у Великій Британії та Ірландії.
У 2014 році була включена у список кращих журналістів в галузі науки й технологій на премії British Journalism Awards [Архівовано 11 травня 2021 у Wayback Machine.].
У 2015 році отримала нагороду Best Staff Journalist at the Medical Journalist Association Awards [Архівовано 3 червня 2022 у Wayback Machine.] за свої статті про секвенування новонароджених, експериментальне використання переливань крові для боротьби з деменцією і хірурга, що працює над трансплантацією голови людини.
Друкується у журналах New Scientist, Nature, the Telegraph, the Guardian, the BBC, the Wall Street Journal, the Washington Post, the Daily Mail  та інших. 

## Переклад українською
- Гелен Томсон. Немислиме. 9 історій про людей з дивовижним мозком / пер. Ірина Павленко. — К.: Наш Формат, 2019. — ISBN 978-617-7682-48-5.